# Энфлуран
Энфлура́н — ингаляционный анестетик. Представляет собой фторированный  эфир. Разработанный Россом Терреллом в 1963 году, Впервые был использован в клинической практике в 1966 году.

## Общие сведения
Фармакологическое действие: оказывает наркотизирующее, анальгетическое и выраженное миорелаксирующее действие.
Показания к применению: используют для общего обезболивания при кратковременных хирургических вмешательствах, в акушерстве — при кесаревом сечении.
Способ применения и дозы: в смеси с кислородом или в сочетании с закисью азота и кислородом с помощью специально калиброванного наркозного испарителя (для вводного наркоза — 0,5 об.%, во вдыхаемой смеси — постепенно повышая до 4,5 об.%, для поддержания хирургической стадии — концентрация 0,5—2,5 об.%).
Побочное действие: возможны тошнота, рвота, гипотония.
Противопоказания: гипотония, нарушения ритма сердца.
Форма выпуска: во флаконах по 125 и 250 мл.

## Применение
Энфлуран применяют в акушерской практике (при родах), при вмешательствах, не требующих отключения сознания, а также при кесаревом сечении.
Применяют энфлуран (в смеси с кислородом) при помощи наркозного аппарата со специальным испарителем.
В акушерстве (при родах) используют в концентрации 0,25 −1 об.%. Для вводного наркоза начинают с концентрации 0,5 об.%, постепенно повышая её через каждые несколько вдохов до необходимого уровня, но не свыше 4,5 об.%. Поддерживающие концентрации энфлурана 0,5 — 3 об.%.(не более 3 %). Минимальная альвеолярная концентрация — 1,68 об.%.

## Физические свойства
| Свойство                            | Значение                  |
| ----------------------------------- | ------------------------- |
| Температура кипения при 1 атм       | 56,5 °C                   |
| Упругость паров при 20 °C           | 22,9 кПа (172 мм рт. ст.) |
| Коэффициент распределения кровь/газ | 1,9                       |
| Коэффициент распределения масло/газ | 98                        |